# Чемпионат Европы по футболу 2016 (отборочный турнир)
Отборочный турнир Евро-2016 проходил с сентября 2014 по ноябрь 2015 года и определил участников чемпионата Европы по футболу 2016 года, проводимого во Франции. В отборочном турнире принимали участие 53 сборные (включая сборную Гибралтара, которая незадолго до этого была принята в качестве 54-го члена УЕФА), которые разыграли 23 путёвки на Евро-2016. Впервые в истории турнира в финальной части сыграли 24 команды. Франция квалифицировалась в финальный турнир как страна-организатор, однако она также сыграла в группе I вне зачёта в качестве дополнительной 54-й команды, не принимающей участия в отборе.

## Формат турнира
Жеребьёвка отборочного турнира состоялась 23 февраля 2014 года в Ницце.
Все сборные были разбиты на 6 корзин. В корзинах с первой по пятую находились по девять сборных, в шестой корзине — восемь сборных.
Для посева сборных по корзинам был использован европейский рейтинг сборных, основанный на выступлениях команд в отборочных и финальных турнирах ЧМ-2010 и Евро-2012, а также в отборочном турнире ЧМ-2014.
В процессе жеребьёвки все сборные были разбиты на 9 групп: 8 групп по 6 команд и 1 группа из 5 команд. Матчи в группах проходили с 7 сентября 2014 года по 13 октября 2015 года. В финальную стадию турнира вышли по две команды из каждой группы, а также одна сборная из числа финишировавших третьими, которая имеет наилучшие показатели в поединках с первой, второй, четвёртой и пятой командами своей группы (показатели с шестой командой не учитываются). Оставшиеся восемь сборных, которые заняли третьи места, в ноябре 2015 года разыграли ещё четыре путёвки в финальную стадию.
При равенстве очков у нескольких команд используются дополнительные показатели в следующем порядке:
1. Очки, набранные в матчах этих команд;
2. Разница мячей в матчах этих команд;
3. Число забитых мячей в матчах этих команд;
4. Число забитых на чужом поле мячей в матчах этих команд;
5. Если после применения первых четырёх критериев у двух или нескольких команд показатели будут всё ещё равны, первые четыре критерия повторно применяются к этим командам, с учётом только матчей между ними. В случае равенства после этой процедуры применяются остальные критерии;
6. Разница мячей;
7. Число забитых мячей;
8. Число забитых на чужом поле мячей;
9. Показатели fair play (1 балл за жёлтую карточку, 3 балла за красную карточку, показанную после двух жёлтых, 3 балла за прямую красную карточку, 4 балла за прямую красную карточку, при уже имеющейся жёлтой);
10. Позиция в рейтинге национальных сборных УЕФА.

При определении лучшей команды среди занявших третьи места были использованы следующие критерии:
1. Количество набранных очков;
2. Разница мячей;
3. Число забитых мячей;
4. Число забитых на чужом поле мячей;
5. Показатели fair play;
6. Позиция в рейтинге национальных сборных УЕФА[3].

## Групповой этап

### Жеребьёвка
Жирным шрифтом выделены команды, которые квалифицировались на Чемпионат Европы по футболу 2016.
| Корзина 1                                                                                                 | Корзина 2                                                                                            | Корзина 3                                                                                              |
| --- | --- | --- |
| - Испания - Германия - Нидерланды - Италия - Англия - Португалия - Греция - Россия - Босния и Герцеговина | - Украина - Хорватия - Швеция - Дания - Швейцария - Бельгия - Чехия - Венгрия - Ирландия             | - Сербия - Турция - Словения - Израиль - Норвегия - Словакия - Румыния - Австрия - Польша              |
| Корзина 4                                                                                                 | Корзина 5                                                                                            | Корзина 6                                                                                              |
| - Черногория - Армения - Шотландия - Финляндия - Латвия - Уэльс - Болгария - Эстония - Беларусь           | - Исландия - Северная Ирландия - Албания - Литва - Молдова - Македония - Азербайджан - Грузия - Кипр | - Люксембург - Казахстан - Лихтенштейн - Фарерские острова - Мальта - Андорра - Сан-Марино - Гибралтар |

### Группы

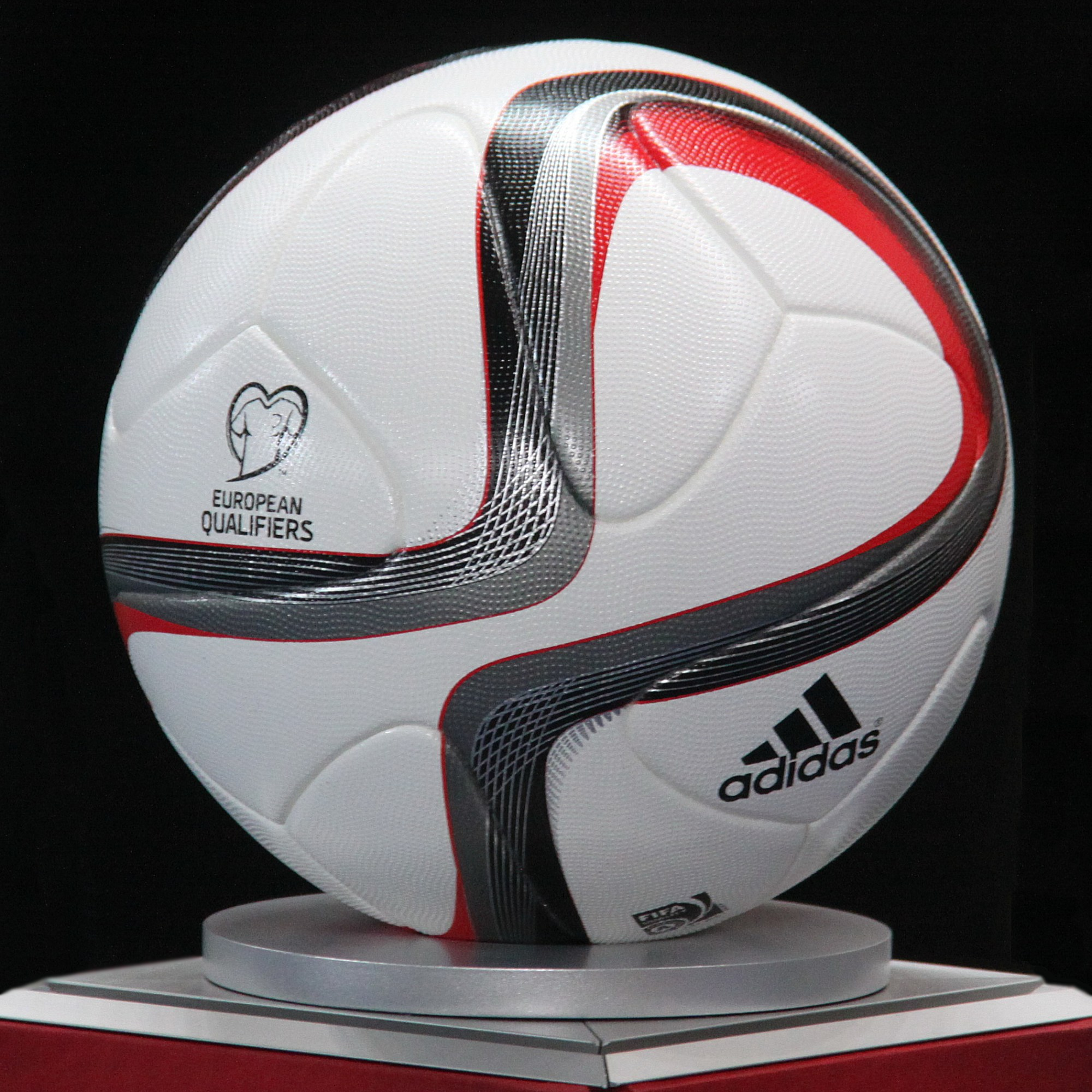
Мяч Евро-2016

| Условные цветовые обозначения                                |
| ------------------------------------------------------------ |
| Сборная квалифицировалась на Чемпионат Европы 2016           |
| Сборная получила возможность участвовать в «стыковых матчах» |

#### Группа A
| М | Команда    | И  | В | Н | П | Мячи    | ±   | О  |
| - | ---------- | -- | - | - | - | ------- | --- | -- |
| 1 | Чехия      | 10 | 7 | 1 | 2 | 19 − 14 | +5  | 22 |
| 2 | Исландия   | 10 | 6 | 2 | 2 | 17 − 6  | +11 | 20 |
| 3 | Турция     | 10 | 5 | 3 | 2 | 14 − 9  | +5  | 18 |
| 4 | Нидерланды | 10 | 4 | 1 | 5 | 17 − 14 | +3  | 13 |
| 5 | Казахстан  | 10 | 1 | 2 | 7 | 7 − 18  | −11 | 5  |
| 6 | Латвия     | 10 | 0 | 5 | 5 | 6 − 19  | −13 | 5  |

#### Группа В
| М | Команда              | И  | В | Н | П  | Мячи    | ±   | О  |
| - | -------------------- | -- | - | - | -- | ------- | --- | -- |
| 1 | Бельгия              | 10 | 7 | 2 | 1  | 24 − 5  | +19 | 23 |
| 2 | Уэльс                | 10 | 6 | 3 | 1  | 11 − 4  | +7  | 21 |
| 3 | Босния и Герцеговина | 10 | 5 | 2 | 3  | 17 − 12 | +5  | 17 |
| 4 | Израиль              | 10 | 4 | 1 | 5  | 16 − 14 | +2  | 13 |
| 5 | Кипр                 | 10 | 4 | 0 | 6  | 16 − 17 | −1  | 12 |
| 6 | Андорра              | 10 | 0 | 0 | 10 | 4 − 36  | −32 | 0  |

#### Группа C
| М | Команда    | И  | В | Н | П | Мячи   | ±   | О  |
| - | ---------- | -- | - | - | - | ------ | --- | -- |
| 1 | Испания    | 10 | 9 | 0 | 1 | 23 − 3 | +20 | 27 |
| 2 | Словакия   | 10 | 7 | 1 | 2 | 17 − 8 | +9  | 22 |
| 3 | Украина    | 10 | 6 | 1 | 3 | 14 − 4 | +10 | 19 |
| 4 | Беларусь   | 10 | 3 | 2 | 5 | 8 − 14 | −6  | 11 |
| 5 | Люксембург | 10 | 1 | 1 | 8 | 6 − 27 | −21 | 4  |
| 6 | Македония  | 10 | 1 | 1 | 8 | 6 − 18 | −12 | 4  |

#### Группа D
| М | Команда   | И  | В | Н | П  | Мячи    | ±   | О  |
| - | --------- | -- | - | - | -- | ------- | --- | -- |
| 1 | Германия  | 10 | 7 | 1 | 2  | 24 − 9  | +15 | 22 |
| 2 | Польша    | 10 | 6 | 3 | 1  | 33 − 10 | +23 | 21 |
| 3 | Ирландия  | 10 | 5 | 3 | 2  | 19 − 7  | +12 | 18 |
| 4 | Шотландия | 10 | 4 | 3 | 3  | 22 − 12 | +10 | 15 |
| 5 | Грузия    | 10 | 3 | 0 | 7  | 10 − 16 | −6  | 9  |
| 6 | Гибралтар | 10 | 0 | 0 | 10 | 2 − 56  | −54 | 0  |

#### Группа E
| М | Команда    | И  | В  | Н | П | Мячи    | ±   | О  |
| - | ---------- | -- | -- | - | - | ------- | --- | -- |
| 1 | Англия     | 10 | 10 | 0 | 0 | 31 − 3  | +28 | 30 |
| 2 | Швейцария  | 10 | 7  | 0 | 3 | 24 − 8  | +16 | 21 |
| 3 | Словения   | 10 | 5  | 1 | 4 | 18 − 11 | +7  | 16 |
| 4 | Эстония    | 10 | 3  | 1 | 6 | 4 − 9   | −5  | 10 |
| 5 | Литва      | 10 | 3  | 1 | 6 | 7 − 18  | −11 | 10 |
| 6 | Сан-Марино | 10 | 0  | 1 | 9 | 1 − 36  | −35 | 1  |

#### Группа F
| М | Команда           | И  | В | Н | П | Мячи   | ±   | О  |
| - | ----------------- | -- | - | - | - | ------ | --- | -- |
| 1 | Северная Ирландия | 10 | 6 | 3 | 1 | 16 − 8 | +8  | 21 |
| 2 | Румыния           | 10 | 5 | 5 | 0 | 11 − 2 | +9  | 20 |
| 3 | Венгрия           | 10 | 4 | 4 | 2 | 11 − 9 | +2  | 16 |
| 4 | Финляндия         | 10 | 3 | 3 | 4 | 9 − 10 | −1  | 12 |
| 5 | Фарерские острова | 10 | 2 | 0 | 8 | 6 − 17 | −11 | 6  |
| 6 | Греция            | 10 | 1 | 3 | 6 | 7 − 14 | −7  | 6  |

#### Группа G
| М | Команда     | И  | В | Н | П | Мячи    | ±   | О  |
| - | ----------- | -- | - | - | - | ------- | --- | -- |
| 1 | Австрия     | 10 | 9 | 1 | 0 | 22 − 5  | +17 | 28 |
| 2 | Россия      | 10 | 6 | 2 | 2 | 21 − 5  | +16 | 20 |
| 3 | Швеция      | 10 | 5 | 3 | 2 | 15 − 9  | +6  | 18 |
| 4 | Черногория  | 10 | 3 | 2 | 5 | 10 − 13 | −3  | 11 |
| 5 | Лихтенштейн | 10 | 1 | 2 | 7 | 2 − 26  | −24 | 5  |
| 6 | Молдова     | 10 | 0 | 2 | 8 | 4 − 16  | −12 | 2  |

#### Группа H
| М | Команда     | И  | В | Н | П | Мячи    | ±   | О  |
| - | ----------- | -- | - | - | - | ------- | --- | -- |
| 1 | Италия      | 10 | 7 | 3 | 0 | 16 − 7  | +9  | 24 |
| 2 | Хорватия    | 10 | 6 | 3 | 1 | 20 − 5  | +15 | 20 |
| 3 | Норвегия    | 10 | 6 | 1 | 3 | 13 − 10 | +3  | 19 |
| 4 | Болгария    | 10 | 3 | 2 | 5 | 9 − 12  | −3  | 11 |
| 5 | Азербайджан | 10 | 1 | 3 | 6 | 7 − 18  | −11 | 6  |
| 6 | Мальта      | 10 | 0 | 2 | 8 | 3 − 16  | −13 | 2  |

#### Группа I
| М | Команда    | И | В | Н | П | Мячи   | ±  | О  |
| - | ---------- | - | - | - | - | ------ | -- | -- |
| 1 | Португалия | 8 | 7 | 0 | 1 | 11 − 5 | +6 | 21 |
| 2 | Албания    | 8 | 4 | 2 | 2 | 10 − 5 | +5 | 14 |
| 3 | Дания      | 8 | 3 | 3 | 2 | 8 − 5  | +3 | 12 |
| 4 | Сербия     | 8 | 2 | 1 | 5 | 8 − 13 | −5 | 4  |
| 5 | Армения    | 8 | 0 | 2 | 6 | 5 − 14 | −9 | 2  |

### Сравнение команд, занявших третье место
У команд, занявших третьи места в своих группах, учитываются матчи с первой, второй, четвёртой и пятой командами своей группы (без игр с шестой). Команда, которая имеет лучшие показатели среди команд, занявших третье место в своей группе, получила право участвовать в финальной стадии Евро-2016. Остальные команды разыграли между собой 4 путёвки в финальный турнир в стыковых матчах, которые состоялись в ноябре 2015 года.
| М | Команда              | И | В | Н | П | Мячи    | ±  | О  |
| - | -------------------- | - | - | - | - | ------- | -- | -- |
| 1 | Турция               | 8 | 5 | 1 | 2 | 12 − 7  | +5 | 16 |
| 2 | Венгрия              | 8 | 4 | 3 | 1 | 8 − 5   | +3 | 15 |
| 3 | Украина              | 8 | 4 | 1 | 3 | 11 − 4  | +7 | 13 |
| 4 | Норвегия             | 8 | 4 | 1 | 3 | 8 − 10  | −2 | 13 |
| 5 | Дания                | 8 | 3 | 3 | 2 | 8 − 5   | +3 | 12 |
| 6 | Швеция               | 8 | 3 | 3 | 2 | 11 − 9  | +2 | 12 |
| 7 | Ирландия             | 8 | 3 | 3 | 2 | 8 − 7   | +1 | 12 |
| 8 | Босния и Герцеговина | 8 | 3 | 2 | 3 | 11 − 11 | 0  | 11 |
| 9 | Словения             | 8 | 3 | 1 | 4 | 10 − 11 | −1 | 10 |

## Стыковые матчи
Список команд, которые сыграли в этом раунде (в скобках указано место сборной команды в рейтинге УЕФА по состоянию на 14 октября 2015 года):
| Сеяные:                   | Не сеяные:    |
| ------------------------- | ------------- |
| Босния и Герцеговина (13) | Дания (21)    |
| Украина (14)              | Ирландия (23) |
| Швеция (16)               | Норвегия (25) |
| Венгрия (20)              | Словения (26) |

Жеребьевка прошла 18 октября в Ньоне. По её итогам были определены четыре пары участников:
Первые матчи прошли 12, 13, 14 ноября, ответные — 15, 16, 17 ноября
| Команда 1            | Итог | Команда 2 | 1-й матч | 2-й матч |
| -------------------- | ---- | --------- | -------- | -------- |
| Украина              | 3:1  | Словения  | 2:0      | 1:1      |
| Швеция               | 4:3  | Дания     | 2:1      | 2:2      |
| Босния и Герцеговина | 1:3  | Ирландия  | 1:1      | 0:2      |
| Норвегия             | 1:3  | Венгрия   | 0:1      | 1:2      |

## Квалифицировались в финальный турнир
| Сборная           | Способ квалификации      | Дата квалификации | Участие | Подряд | В последний раз | Лучший результат                  |
| ----------------- | ------------------------ | ----------------- | ------- | ------ | --------------- | --------------------------------- |
| Франция           | Организатор              | 28 мая 2010       | 9       | 7      | 2012            | Чемпион (1984, 2000)              |
| Англия            | 1-е место в группе Е     | 5 сентября 2015   | 9       | 2      | 2012            | 3-е место (1968, 1996)            |
| Чехия             | 1-е место в группе A     | 6 сентября 2015   | 6       | 6      | 2012            | 2-е место (1996)                  |
| Исландия          | 2-е место в группе A     | 6 сентября 2015   | Дебют   | Дебют  | Дебют           | Дебют                             |
| Австрия           | 1-е место в группе G     | 8 сентября 2015   | 2       | 1      | 2008            | Групповой этап (2008)             |
| Северная Ирландия | 1-е место в группе F     | 8 октября 2015    | Дебют   | Дебют  | Дебют           | Дебют                             |
| Португалия        | 1-е место в группе I     | 8 октября 2015    | 7       | 6      | 2012            | 2-е место (2004)                  |
| Испания           | 1-е место в группе C     | 9 октября 2015    | 10      | 6      | 2012            | Чемпион (1964, 2008, 2012)        |
| Швейцария         | 2-е место в группе E     | 9 октября 2015    | 4       | 1      | 2008            | Групповой этап (1996, 2004, 2008) |
| Италия            | 1-е место в группе H     | 10 октября 2015   | 9       | 6      | 2012            | Чемпион (1968)                    |
| Бельгия           | 1-е место в группе B     | 10 октября 2015   | 5       | 1      | 2000            | 2-е место (1980)                  |
| Уэльс             | 2-е место в группе B     | 10 октября 2015   | Дебют   | Дебют  | Дебют           | Дебют                             |
| Албания           | 2-е место в группе I     | 11 октября 2015   | Дебют   | Дебют  | Дебют           | Дебют                             |
| Румыния           | 2-е место в группе F     | 11 октября 2015   | 5       | 1      | 2008            | 1/4 финала (2000)                 |
| Германия          | 1-е место в группе D     | 11 октября 2015   | 12      | 12     | 2012            | Чемпион (1972, 1980, 1996)        |
| Польша            | 2-е место в группе D     | 11 октября 2015   | 3       | 3      | 2012            | Групповой этап (2008, 2012)       |
| Россия            | 2-е место в группе G     | 12 октября 2015   | 5       | 4      | 2012            | 3-е место (2008)                  |
| Словакия          | 2-е место в группе C     | 12 октября 2015   | Дебют   | Дебют  | Дебют           | Дебют                             |
| Хорватия          | 2-е место в группе H     | 13 октября 2015   | 5       | 4      | 2012            | 1/4 финала (1996, 2008)           |
| Турция            | 3-е место в группе A     | 13 октября 2015   | 4       | 1      | 2008            | 3-е место (2008)                  |
| Венгрия           | Победа в стыковых матчах | 15 ноября 2015    | 3       | 1      | 1972            | 3-е место (1964)                  |
| Ирландия          | Победа в стыковых матчах | 16 ноября 2015    | 3       | 2      | 2012            | Групповой этап (1988, 2012)       |
| Швеция            | Победа в стыковых матчах | 17 ноября 2015    | 6       | 5      | 2012            | Полуфинал (1992)                  |
| Украина           | Победа в стыковых матчах | 17 ноября 2015    | 2       | 2      | 2012            | Групповой этап (2012)             |

1. ↑  Сборная Чехии — правопреемница сборной Чехословакии по футболу, занявшей 1 место на чемпионате Европы 1976 года
2. ↑  Сборная России — правопреемница сборной СССР по футболу, занявшей 1 место на чемпионате Европы 1960 года
3. ↑  Сборная Югославии принимала участие в 5 финальных турнирах. Лучший результат — 2 место на чемпионатах 1960 и 1968 годов
4. ↑  Сборная СССР принимала участие в 5 финальных турнирах. Лучший результат — 1 место на чемпионате Европы 1960 года

## Бомбардиры
13 голов
- Роберт Левандовский

11 голов
- Златан Ибрагимович (2 пен.)

9 голов
- Томас Мюллер (1 пен.)

8 голов
- Артём Дзюба (1 пен.)
- Эдин Джеко (1 пен.)

7 голов
- Марк Янко
- Уэйн Руни (4 пен.)
- Гарет Бэйл
- Стивен Флетчер

6 голов
- Дэнни Уэлбек
- Гильфи Сигурдссон (2 пен.)
- Аркадиуш Милик
- Кайл Лафферти
- Миливое Новакович (1 пен.)
- Андрей Ярмоленко
- Иван Перишич

5 голов
- Эден Азар (2 пен.)
- Кевин Де Брёйне (1 пен.)
- Омер Дамари
- Робби Кин (2 пен.)
- Джонатан Уолтерс (2 пен.)
- Франсиско Алькасер
- Клас-Ян Хюнтелар
- Марек Гамшик
- Шон Малони (2 пен.)

4 гола
- Маруан Феллайни
- Нестор Митидис
- Камиль Гросицкий
- Криштиану Роналду (1 пен.)
- Бурак Йылмаз (1 пен.)
- Боржек Дочкал
- Джердан Шакири

3 гола
- Давид Алаба (2 пен.)
- Марко Арнаутович
- Гарри Кейн
- Тео Уолкотт
- Ильдефонс Лима (3 пен.)
- Дрис Мертенс
- Марио Гётце
- Макс Крузе
- Андре Шюррле
- Джаба Канкава
- Торнике Окриашвили (1 пен.)
- Томер Хемед (2 пен.)
- Шейн Лонг
- Колбейнн Сигторссон
- Давид Сильва
- Юрий Логвиненко
- Димитрис Христофи (1 пен.)
- Джордж Эфрем
- Валерий Шабала (1 пен.)
- Робин ван Перси (1 пен.)
- Александр Кокорин (2 пен.)
- Адам Немец
- Сельчук Инан (1 пен.)
- Артём Кравец
- Аарон Рэмси
- Йосип Дрмич
- Харис Сеферович
- Эркан Зенгин
- Стивен Нейсмит

2 гола
- Рубин Окоти
- Дмитрий Назаров
- Рахим Стерлинг
- Росс Баркли
- Джек Уилшир
- Сергей Корниленко (1 пен.)
- Станислав Драгун
- Тимофей Калачёв
- Михаил Гордейчук
- Раджа Наингголан
- Илиян Мицански
- Ивелин Попов
- Эдин Вишча
- Милан Джурич
- Ведад Ибишевич
- Харис Медунянин
- Тамаш Пришкин
- Илкай Гюндоган
- Мате Вацадзе
- Никлас Бентнер
- Таль Бен-Хаим
- Нир Биттон
- Эран Захави
- Эйден Макгиди
- Джеймс Макклейн
- Биркир Бьяднасон
- Арон Гуннарссон
- Серхио Бускетс
- Педро
- Санти Касорла
- Антонио Кандрева (1 пен.)
- Джорджо Кьеллини
- Исламбек Куат
- Арвидас Новиковас (1 пен.)
- Фёдор Черных
- Ларс Жерсон
- Александар Трайковски
- Жоржиньо Вейналдум
- Арьен Роббен
- Джошуа Кинг
- Гжегож Крыховяк
- Себастьян Миля
- Зоран Тошич
- Юрай Куцка
- Роберт Мак
- Боштьян Цесар
- Нейц Печник
- Пол Папп
- Богдан Станку
- Арда Туран
- Сергей Сидорчук
- Евгений Коноплянка
- Рику Риски
- Марцело Брозович
- Андрей Крамарич
- Лука Модрич (1 пен.)
- Павел Кадержабек
- Вацлав Пиларж
- Милан Шкода
- Фабиан Шер
- Маркус Берг
- Мирко Вучинич
- Сергей Зенёв

1 гол
- Мартин Харник
- Златко Юнузович
- Джавид Гусейнов
- Беким Балай
- Шкельзен Гаши
- Эрмир Леняни
- Мергим Маврай
- Фил Ягелка
- Андрос Таунсенд
- Алекс Окслейд-Чемберлен
- Роберт Арзуманян
- Грайр Мкоян
- Юра Мовсисян
- Генрих Мхитарян
- Маркос Пиззелли
- Миши Батшуайи
- Кристиан Бентеке
- Лоран Депуатр
- Дивок Ориджи
- Насер Шадли
- Николай Бодуров
- Андрей Голубинов
- Венцислав Христов
- Эрмин Бичакчич
- Сенад Лулич
- Золтан Гера
- Балаж Джуджак
- Адам Салаи
- Золтан Штибер
- Карим Беллараби
- Тони Кроос
- Марко Ройс
- Джейк Гослинг
- Ли Касьяро
- Николаос Карелис
- Сократис Папастатопулос
- Николоз Гелашвили
- Валерий Казаишвили
- Лассе Вибе
- Томас Каленберг
- Симон Кьер
- Юссуф Поульсен
- Якоб Поульсен
- Пьер-Эмиль Хёйбьерг
- Гиль Вермут
- Мунас Даббур
- Сайрус Кристи
- Джон О’Ши
- Уэсли Хулахан
- Йон Дади Бёдварссон
- Рюрик Гисласон
- Эйдур Гудйонсен
- Рагнар Сигурдссон
- Андрес Иньеста
- Марио Гаспар
- Жорди Альба
- Хуан Бернат
- Иско
- Диего Коста
- Альваро Мората
- Серхио Рамос (1 пен.)
- Леонардо Бонуччи
- Симоне Дзадза
- Грациано Пелле
- Эдер
- Ренат Абдулин
- Самат Смаков (1 пен.)
- Лабан Венсан
- Джейсон Деметриу
- Досса Жуниор
- Константинос Макридис
- Гиоргос Меркис
- Константинос Хараламбидис
- Алексей Вишняков
- Артур Зюзин
- Александр Цауня
- Дейвидас Матулявичюс
- Саулюс Миколюнас
- Лукас Спальвис
- Франц Бургмайер
- Сандро Визер
- Марио Мутш
- Себастьян Тиль
- Стефано Бенси
- Давид Тюрпель
- Арьян Адеми
- Бесарт Абдурахими
- Агим Ибраими
- Адис Яхович (1 пен.)
- Клейтон Файлла (1 пен.)
- Георге Богю
- Александр Дедов (1 пен.)
- Александр Епуряну
- Ибрагим Афеллай
- Джеффри Брума
- Стефан де Врей
- Лусиано Нарсинг
- Уэсли Снейдер
- Матс Мёллер Дэли
- Ховард Нильсен
- Ховард Нортвейт
- Александер Тетти
- Тарик Эльюнусси
- Маркус Хенриксен
- Якуб Блащиковский
- Камиль Глик
- Бартош Капустка
- Кжиштоф Мончиньски
- Славомир Пешко
- Лукаш Шукала
- Рикарду Карвалью
- Фабио Коэнтрао
- Алан Дзагоев
- Сергей Игнашевич
- Дмитрий Комбаров (1 пен.)
- Олег Кузьмин
- Фёдор Смолов
- Клаудиу Кешеру
- Чиприан Марика (1 пен.)
- Раул Русеску
- Маттео Витайоли
- Гарет Маколи
- Найалл Макгинн
- Джейми Уорд
- Неманья Матич
- Владимир Вайсс
- Петер Пекарик
- Мирослав Стох
- Станислав Шестак
- Корнел Салата
- Роберт Берич
- Вальтер Бирса (1 пен.)
- Бранко Илич
- Йосип Иличич
- Кевин Кампль
- Нейц Печник
- Деян Лазаревич
- Андраж Струна
- Сердар Азиз
- Умут Булут
- Билал Киса
- Огузхан Озьякуп
- Хакан Чалханоглу
- Денис Гармаш
- Евгений Селезнёв
- Дэвид Коттерилл
- Хэл Робсон-Кану
- Брандур Ольсен
- Халлур Ханссон
- Кристиан Хольст
- Йохан Эдмундссон
- Роман Ерёменко
- Берат Садик
- Яркко Хурме
- Марио Манджукич
- Ивица Олич
- Даниэль Праньич
- Гордон Шильденфельд
- Стеван Йоветич (1 пен.)
- Жарко Томашевич
- Деян Дамьянович
- Владимир Дарида
- Ладислав Крейчий
- Давид Лафата
- Давид Лимберский
- Томаш Нецид
- Томаш Сивок
- Йосеф Шурал
- Гранит Джака
- Блерим Джемайли
- Эрен Дердийок
- Йоан Джуру (1 пен.)
- Брель Эмболо (1 пен.)
- Гёкхан Инлер (1 пен.)
- Пайтим Касами
- Михаэль Ланг
- Адмир Мехмеди
- Валентин Штокер
- Джимми Дурмаз
- Ола Тойвонен
- Икечи Анья
- Джеймс Макартур
- Крис Мартин
- Мэтт Ричи
- Атс Пюрье
- Константин Васильев

2 автогола
- Гедрюс Арлаускис (в матчах с командами Швейцарии и Англии)

1 автогол
- Рашад Садыхов (в матче с командой Хорватии)
- Джордан Хендерсон (в матче с командой Словении)
- Александр Мартынович (в матче с командой Украины)
- Николай Бодуров (в матче с командой Хорватии)
- Йордан Минев (в матче с командой Италии)
- Матс Хуммельс (в матче с командой Шотландии)
- Джордан Перес (в матче с командой Ирландии)
- Йоган Сантос (в матче с командой Германии)
- Акакий Хубутия (в матче с командой Шотландии)
- Джон О’Ши (в матче с командой Шотландии)
- Йон Дади Бёдварссон (в матче с командой Чехии)
- Джорджо Кьеллини (в матче с командой Азербайджана)
- Досса Жуниор (в матче против Андорры)
- Франц Бургмайер (в матче с командой России)
- Мартин Бюхель (в матче с командой России)
- Томе Пачовски (в матче с командой Испании)
- Робин ван Перси (в матче с командой Чехии)
- Маркус Хенриксен (в матче с командой Венгрии)
- Алессандро Делла Валле (в матче с командой Англии)
- Кристиан Бролли (в матче с командой Англии)
- Рагнар Клаван (в матче с командой Швейцарии)

## Символическая сборная квалификации Евро-2016
14 октября опубликованы основной и запасной составы символической сборной отборочного цикла:
Основной состав
Тибо Куртуа (Бельгия); Рэзван Рац (Румыния), Гари Кэхилл (Англия), Эшли Уильямс (Уэльс), Маттео Дармиан (Италия); Давид Алаба (Австрия), Стивен Дэвис (Северная Ирландия), Гильфи Сигурдссон (Исландия), Гарет Бейл (Уэльс), Роберт Левандовский (Польша), Томас Мюллер (Германия).
Запасные
Чиприан Тэтэрушану (Румыния); Жорди Альба (Испания), Камиль Глик (Польша); Марек Гамшик (Словакия), Иван Перишич (Хорватия); Кевин Де Брёйне (Бельгия), Артём Дзюба (Россия)